# Gustave Maurouard
Gustave Maurouard, né à Saint-Lô en 1822 et mort à Paris en 1910, est un ingénieur poudrier français.

## Biographie
Entré à l'École Polytechnique en 1842, il est ensuite nommé en 1845, commissaire des poudres et salpêtres. Après quelques années qui le virent successivement à la poudrerie du Bouchet, à la poudrerie de Vonges et à la raffinerie de salpêtre de Paris, il fut affecté en 1852 à la poudrerie impériale de Metz. Durant ces douze ans passés à Metz, il s'intéressa, entre autres questions, à la carbonisation du bois et imagina des cylindres mobiles pour cette opération, cylindres qui étaient encore en usage à la poudrerie nationale de Sevran-Livry, comme dans tous les autres établissements : les cylindres Maurouard. Directeur en 1866 de la poudrerie de Saint-Ponce dans les Ardennes, il est chargé d'édifier une nouvelle poudrerie en 1868 : la poudrerie impériale de Sevran-Livry.
Pendant la guerre de 1870, Maurouard se trouva dans Paris assiégé. Le gouvernement provisoire de la République, dans Paris investi, décréta le 5 octobre 1870 la création d'une poudrerie dans Paris. Gustave Maurouard fut désigné pour mener à bien ce projet. En moins d'un mois, fut aménagée, avenue Philippe-Auguste, une poudrerie qui employait environ 300 ouvriers de métiers divers sous les ordres de quatre commissaires des poudres et salpêtres adjoints de Maurouard. La fabrication commença à la fin novembre, et quand Paris tomba aux mains des Prussiens en janvier 1871, on avait pu fabriquer 300 tonnes de poudre, sans aucun accident, avec un personnel non spécialisé et un matériel improvisé.
La guerre finie, Gustave Maurouard reprit la construction de la poudrerie nationale de Sevran-Livry. Plus tard, il revint au ministère de la Guerre auquel toutes les poudreries étaient désormais rattachées ; en 1875 il quitta le corps des manufactures de l'État pour celui des ingénieurs des poudres et salpêtres. Il prit sa retraite en 1888. 
Gustave Maurouard meurt à Paris, 110 boulevard Haussmann, le 4 janvier 1910. Il est inhumé au cimetière du Père-Lachaise (41e division).